# Во-сюр-Сюр
Во-сюр-Сюр (фр. Vaux-sur-Sûre, валлон. Li Vå-so-Seure) — коммуна в Бельгии, провинции Люксембург во франкоязычном регионе Валлония.

## География

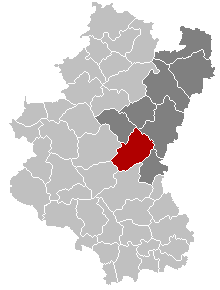
Во-сюр-Сюр на карте Бельгии

Коммуна состоит из 7 частей и 24 деревень. Она находится в 10 километрах от границы Бельгии с Люксембургом. По территории Во-сюр-Сюр протекает река Зауэр (нем. Sauer, фр. Sûre), от которой и произошло название коммуны.
Общая площадь коммуны — 135,87 км². Из них 66,02 % — сельскохозяйственные районы, 25,54 % — леса, 6,06 % — застройка.

## История
Образование существующей коммуны из меньших проходило в 2 этапа:
- Первое добровольное слияние:

В конце 60-х годов XX века бургомистры коммун Во-ле-Розьер, Море и Ниве предложили проект объединения 3 коммун. После переговоров было решено объединиться в коммуну с центром в Во-ле-Розьер, построить новую мэрию и назвать новую коммуну Во-сюр-Сюр. Это слияние было объявлено королевским указом 20 июня 1970 года и вступило в силу в январе 1971 года.
- Второе принудительное слияние:

По королевскому указу от 17 сентября 1975 года и по инициативе Жозефа Мишеля, министра внутренних дел Бельгии на тот момент, были объединены коммуны Во-сюр-Сюр, Омпрэ, Юзере и Сибре (частично), название коммуны осталось Во-сюр-Сюр. Новое административное деление вступило в силу с 1 января 1977 года.

## Население
На 1-е января 2015 года в коммуне проживало 5241 человек, из них 50,2 % мужчин и 49,8 % женщин. Распределение по возрасту: 0—17 лет — 27,63 %, 18—64 лет — 59,86 %, старше 65 лет — 12,51 %. Средний доход на человека — 11 917 € (2009 год).
| Население коммуны в XIX—XXI веках |
| --------------------------------- |
|                                   |